# Дракуля
Дракуля — річка в Україні, в межах Болградського, Білгород-Дністровського (частково) і Ізмаїльського районів Одеської області. Ліва притока дунайського гирла Мурзи (басейн Чорного моря).

## Опис
Довжина річки 52 км. Долина порівняно вузька і неглибока. Річище звивисте, часто пересихає, у нижній течії каналізоване. Споруджено кілька ставків. 

## Розташування
Дракуля бере початок біля села Плоцька. Тече переважно на південь, у пониззі — на південний схід. Впадає в Мурзу на південь від села Мирного. 